# Pilot-balon
Pilot-balon je manji gumeni balon okrugla oblika koji se napunjen vodikom ili helijem koristi u meteorologiji. Pilot-balon ne nosi nikakav mjerni instrument, a praćenjem njegova gibanja s pomoću teodolita u jednakim vremenskim razmacima mogu se izračunati smjer i brzina vjetra na visinama do kojih se balon dignuo. Ograničena mu je uporaba pri jakom vjetru i niskim oblacima te oborinama, pa se danas malo koristi jer ga u sve većoj mjeri zamjenjuje radar, lidar te uređaj vjetrovni presječnik, kojim se visinski vjetrovi određuju u učestalim vremenskim razmacima (na primjer pola sata ili jedan sat).

## Pilot-balonska mjerenja
Pilot-balonska mjerenja su najjednostavnija metoda mjerenja vjetra u slobodnoj atmosferi. Manji baloni od prirodne ili umjetne gume (prosječne mase 20, 30 ili 100 grama), napunjeni određenom količinom vodika, dižu se gotovo jednolikom brzinom i otklanjaju od okomice ustranu, kamo ih zanosi vjetar. Balon se prati optičkim teodolitom. U jednakim vremenskim razmacima očitavaju se kutovi nagiba φ (elevacija ili kutna visina) pod kojim se balon vidi prema obzoru (horizontu), te kut azimuta α (kut balona prema zemljopisnom sjeveru). Pomoću izmjerenih kutova i poznatih visina balona h u uzastopnim minutama mogu se trigonometrijski proračunati vodoravne projekcije putanje balona d, a odatle i smjer i brzina vjetra u sloju atmosfere između uzastopnih visina mjerenja. 
Upotreba pilot-balona ograničena je na povoljne vremenske prilike, a pretpostavlja stalnu brzinu dizanja balona, što ponekad nije slučaj. Da bi se taj nedostatak uklonio, za istraživačke svrhe služe 2 teodolita, smještena na kraju baze dovoljne dužine (bazišna mjerenja). Istodobno očitavanje kutova pod kojima se vidi balon s oba kraja baze omogućuje da se trigonometrijskim relacijama odredi položaj balona u atmosferi bez prethodnog poznavanja visine balona, pa se time može odrediti i smjer i brzina vjetra.

### Slike
|                       |                                          |                                                                          |                                |
| Kućište pilot-balona. | Pogled na stalak za punjenje iz blizine. | Tlačni ventil i tlakomjer (manometar) spojeni na spremnik (bocu) helija. | Puštanje pilot-balona (1931.). |